# クラウド・ナッシングス
クラウド・ナッシングス (Cloud Nothings) は、アメリカ・オハイオ州クリーヴランド出身のインディー・ロックバンド。2009年結成の3人組。

## 来歴

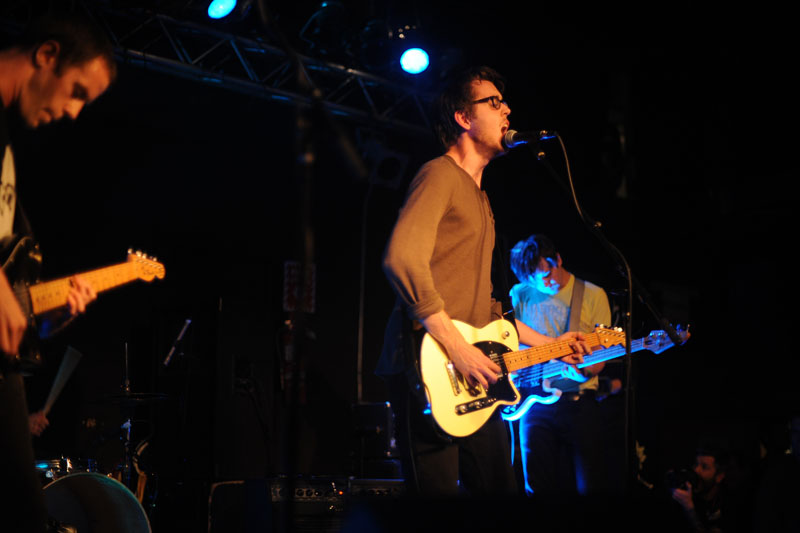
ライブで演奏するバンド（2012年）

2009年、オハイオ州クリーヴランド在住の当時18歳だったディラン・バルディが、自宅で一人デモ制作を始めたことからクラウド・ナッシングスがスタートする。インターネットで公開していた音源が話題になり、それまで発表してきた音源を集めたコンピレーションアルバム『Turning On』を2010年にリリースする。
2011年、1stアルバム『クラウド・ナッシングス』をカーパーク・レコーズからリリース。その後、バンド編成となりツアーなど精力的に活動を続ける。
2012年、スティーヴ・アルビニをプロデューサーに迎え製作された2ndアルバム『アタック・オン・メモリー』を発表。ピッチフォーク・メディアから10点満点中8.6点を与えられるなど、評論家筋からは概ね好意的な評価を受けた。
2014年、3rdアルバム『ヒア・アンド・ノーウェア・エルス』を発表。
2017年、4thアルバム『ライフ・ウィズアウト・サウンド』を発表。
2018年、5thアルバム『ラスト・ビルディング・バーニング』を発表。
2020年、6thアルバム『The Black Hole Understands』を発表。
2021年、7thアルバム『The Shadow I Remember』を発表。

## メンバー
- ディラン・バルディ (Dylan Baldi) - ボーカル、ギター
- TJ・デューク (TJ Duke) - ベース
- ジェイソン・ゲリックス (Jayson Gerycz) - ドラム
- クリス・ブラウン (Chris Brown) – ギター、キーボード (2016–)

元メンバー
- ジョー・ボイヤー (Joe Boyer) - ギター (2010–2013)

## ディスコグラフィ
スタジオ・アルバム
- クラウド・ナッシングス - Cloud Nothings （2011年1月25日、Carpark）
- アタック・オン・メモリー - Attack On Memory （2012年1月24日、Carpark）　全米121位
- ヒア・アンド・ノーウェア・エルス - Here and Nowhere Else （2014年4月1日、Carpark）　全米50位
- ライフ・ウィズアウト・サウンド - Life Without Sound （2017年1月27日、Carpark）　全米93位
- ラスト・ビルディング・バーニング - Last Building Burning （2018年10月18日、Carpark）
- The Black Hole Understands （2020年7月3日、自主リリース）
- The Shadow I Remember （2021年2月26日、Carpark）

コンピレーション・アルバム
- Turning On （2010年10月12日、Carpark）

## 来日公演
- 2012年
  - 7月23日 東京 恵比寿ガーデンホール - Hostess Club Weekender
  - 7月28日 新潟 苗場スキー場 - Fuji Rock Festival
- 2014年
  - 6月22日 東京 新木場スタジオコースト - Hostess Club Weekender
- 2017年
  - 4月11日 東京 恵比寿Liquidroom
  - 4月12日 大阪 心斎橋Soma
- 2019年
  - 3月11日 東京 TSUTAYA O-EAST
  - 3月12日 名古屋 Nagoya CLUB QUATTRO
  - 3月13日 大阪 Umeda TRAD